# Чатех
Чатех (енгл. Chateh) је неинкорпорирана заједница у северној Алберти у Хај Лејк И.Р. 209, који се налази 12 km (7,5 mi) северно од аутопута 58, 91 km (57 mi) северозападно од Хај Левела. Раније, пре садашњег имена, била је позната је и под именом „успење” (Assumption). Објекти Дене Та’ прве нације укључују канцеларије прве нације и зграде јавних радова у Чатеху.
О реду и поштовању канадских закона брине Краљевска канадска коњичка полиција
Чатех се налази у планинској временској зони (МСТ/МДТ) и поштује летње рачунање времена. Позивни телефонски бројеви за Чатех су (780) и (587) а канадски поштански број за Чатех је Т0Х

## Порекло имена
Понекад се заједница назива Успењем. Међутим, многи чланови заједнице из Чатеха називају заједницу на истим именом, Чатех. поглавица племена је навео да назив Успење потиче из Библије у делу где се Маријино тело и душа узимају на небо.  А име Чатех долази од једног од традиционалних имена поглавице, Чиф Чатех. Поглавица Чатех је био један од традиционалних поглавица заједно са поглаваром Замом, Талијем и Чонколајем. Навео је и да се од овог имена Успење удаљују ка имену Чате. Један од најистакнутијих корака ка овом потезу је евидентан по томе што је име заједнице, Чатех, присутно на мапама и путоказима. Иако неко можда не разуме значај имена (традиционалних имена), може се схватити да су именовања и ознаке важни за нечији идентитет. Препознавање важности давања имена себи или сопственој заједници насупрот томе да се имена или етикете намећу себи или заједници важно је за самоопредељење аутохтоних народа и нација.
58° 41′ 58″ N 118° 41′ 14″ W / 58.69944° С; 118.68722° З